# Tritoniopsis antholyza
Tritoniopsis antholyza är en irisväxtart som först beskrevs av Jean Louis Marie Poiret, och fick sitt nu gällande namn av Peter Goldblatt. Tritoniopsis antholyza ingår i släktet Tritoniopsis och familjen irisväxter. Inga underarter finns listade i Catalogue of Life.